# Євсигній Антіохійський
Євсигній (Євстигній, англ. St. Eusignius † 362) — ранньо-християнський святий, мученик.
Святий Євсигній народився в Антіохії у Малій Азії і був вояком. Прослуживши шістдесят літ у війську, він повернувся до рідного міста, де спокійно доживав свого віку як побожний старець. Коли у 362 році імператором став Юліан Відступник, він заборонив Христову віру і намагався відновити в державі поганство. Євсигнія осудили за сповідування християнства і зарубали мечем.
- Пам'ять — 18 серпня